# Jon Cryer
Jon Cryer (n. 16 aprilie 1965 în New York City, New York, SUA) este un actor de film și televiziune american.

## Biografie
A jucat rolul lui Alan Harper în serialul „Doi bărbați și jumătate”. De asemenea el a mai apărut și în serialul Hannah Montana în rolul lui Ken Truscott.

## Filmografie
- No Small Affair (1984) - Ryan Perry
- Noone Wine (1985) - Teenage Herbert
- O.C. and Stiggs (1985) - Randall Schwab Jr.
- Pretty in Pink (1986) - Phil Duckie Dale
- Morgan Stewart's Coming Home (1987) - Morgan Stewart
- Superman IV: The Quest for Peace (1987) - Lenny Luthor
- Dudes (1987) - Grant
- Hiding Out (1987) - Andrew Morenski/Max Hauser
- Rap Master Ronnie:A Report Card (1988) - unknown
- Penn&Teller Get Killed (1989) - 3rd Frat Boy
- Hot Shots (1991) - Jim Wash Out Pfaffenbach
- The Waiter (1993) - Tommy Kazdan
- Hot Shots!Part Deux (1993) - Jim Wash Out Pfaffenbach
- Heads (1993) - Guy Franklin
- The Pompatus of Love (1996) - Mark
- Cannes Man (1996) - Himself
- Plan B (1997) - Stuart Winer
- Went to Coney Island on a Mission from God... Be Back by Five (1998) - Daniel
- Holy Man (1998) - Barry
- Clayton (2000) - unknown
- Glam (2001) - Jimmy Pells
- The Metro Chase (2003) - Mr.Stamm
- Unstable Fables:3 Pigs and a Baby (2008) - Richard Pig
- Tortured (2008) - Brian
- Weather Girl (2009) - Charles
- Shorts (2009) - Dad Thompson
- Stay Cool (2009) - Javier

## Televiziune
- Amazing Stories (1986) - Phil
- The Famous Teddy Z (1989-1990) - Teddy Zakalokis
- Partners (1995-1996) - Bob
- The Outer Limits (1996) - Trevor McPhee
- It's Good to Be King (1997) - Mort
- Dharma&Greg (1997) - Brian
- Getting Personal (1998) - Sam Wagner
- Hercules: The Animated Series (1998) - The Winged Wolves (voice)
- Mr.Show with Bob&David (1998) - Duckie
- Two Guys a Girl and a Pizza Place (1998) - Justin
- Family Guy (2000) - Kevin Swanson
- The Trouble with Normal (2000-2001) - Zack Mango
- Andy Richter Controls the Universe (2002) - Lemuel Praeger
- The Practice (2002) - Terry Pender
- Becker (2003) - Roger
- Hey Joel (2003) - Joel Stein (voice)
- Stripperella (2003) - Clifton (voice)
- Two and a Half Men (2003)-(2015) -Alan Harper
- Danny Phantom (2005-2006) - Freakshow
- American Dad (2006) - Quacky
- Hannah Montana (2010) - Ken Truscott